# Hilda Abrahamz
Hilda Astrid Abrahamz Navarro (Mérida, 14 de noviembre de 1959) es una actriz de televisión, cine y teatro; modelo y exreina de belleza venezolana de ascendencia hispanoargentina y libanesa.

## Biografía
Nacida en Mérida, Venezuela, es la segunda hermana de cuatro; durante su infancia vivió en Los Teques. Después de la separación de sus padres, se radicó en Argentina por seis años, país de donde es oriunda su madre y allí realizó sus estudios de bachillerato para más tarde regresar a Venezuela.
Mientras Hilda pedía una beca en la Fundación Gran Mariscal de Ayacucho para estudiar en el extranjero, le propusieron participar en el concurso de belleza Miss Venezuela 1980, en el cual representó al departamento Vargas y donde resultaría primera finalista. Más tarde, ese mismo año, participó de la edición número treinta del Miss Mundo en Londres, Reino Unido, concurso donde quedó entre las semifinalistas.
En 1981, Hilda Abrahamz incursionó en el mundo de la actuación comenzando en la telenovela Luz Marina, de RCTV, donde encarnó el papel de una modelo. permaneciendo en el canal hasta 1989. 
En 1990 viajó a Perú para participó en el dramático Natacha, realizado por Panamericana Televisión. Regresó a Venezuela y RCTV, e hizo una actuación en El Desprecio, pero volvió a salir del país; en esa oportunidad hacia Argentina, donde realizó la telenovela Princesa de Canal 9, pero continuó formando su carrera Radio Caracas Televisión en Por estas calles.
En 1995 ingresa a la filas de Venevisión, donde llegaría su papel más importante, siendo la telenovela Ka Ina de César Miguel Rondon, con el personaje de Maniña Yerichana, que marcó su carrera. Abrahamz permanecería en la cadena hasta 1998.
En 1996 contrajo matrimonio con un empresario de origen catalán llamado Eduardo Rosich, el matrimonio acabaría en 2007 tras once años de convivencia. 
En 1999 reingresa a RCTV, y en 2002 se destaca bajo el rol de villana en la telenovela Mi gorda bella como Olimpia Mercouri, siendo esta una de las producciones más destacada de la década en el canal, y en 2004 coprotagoniza Amor a palos como Pamela Johnson. 
En 2010, regresa brevemente a Venevisión para participar en producciones como La mujer perfecta y Mi ex me tiene ganas. Durante unos 7 años estaría enfocada en su carrera teatral, como la obra Venezolanos desesperados.
En marzo del 2012, posó desnuda para la revista para adultos Playboy en Venezuela. Ese mismo año destacó por su participación en la ópera prima de Miguel Ferrari Azul y no tan rosa, en donde interpretó a la transexual Delirio del Río. Dicha película se alzó en el 2013 con el Premio Goya a la mejor película iberoamericana y ha sido proyectada en varios festivales de cine a nivel internacional. La cinta aborda temas polémicos en la sociedad venezolana como la homosexualidad, transexualidad y violencia de género.
En 2023 regresa a Venevisión para participar en la coproducción de Hispanomedios, Dramáticas, marcando su regreso a la series tras casi 4 años en pausa.

## Filmografía

### Televisión
| Año  | Telenovela                  | Personaje                                            |
| ---- | --------------------------- | ---------------------------------------------------- |
| 2023 | La hora marcada             | Mujer de negro                                       |
| 2023 | Dramáticas                  | Ligia Duzmar                                         |
| 2020 | Almas en pena               | La Calchona                                          |
| 2019 | Carolay                     | Madam Ponzoña                                        |
| 2012 | Mi ex me tiene ganas        | Lucrecia Holt                                        |
| 2010 | La mujer perfecta           | Ella misma                                           |
| 2008 | Nadie me dirá cómo quererte | Mercedes Galindo                                     |
| 2006 | Te tengo en salsa           | Gioconda Chaparro                                    |
| 2005 | Amor a palos                | Pamela Johnson                                       |
| 2004 | Estrambótica Anastasia      | Constanza Borosfky Vda. de Pardo                     |
| 2002 | Mi gorda bella              | Olimpia Mercouri de Villanueva/María Joaquina Crespo |
| 2001 | A calzón quita'o            | Participación Especial                               |
| 2001 | La niña de mis ojos         | Mercedes Aguirre                                     |
| 2000 | Angélica Pecado             | Rebeca Del Ávila Echeverría Vda. de Godoy            |
| 1999 | Carita pintada              | Candelaria Pabuena                                   |
| 1997 | Todo por tu amor            | Andrea Mijares                                       |
| 1996 | Quirpa de tres mujeres      | Manuela de Landaeta/Manuela de Echeverría            |
| 1995 | Ka Ina                      | Maniña Yerichana                                     |
| 1994 | De oro puro                 | Camila Aristiguieta Lynch                            |
| 1993 | Dulce ilusión               | Alicia Reverón                                       |
| 1992 | Por estas calles            | Natalia Pulselles                                    |
| 1992 | Princesa                    | Marina Lezama                                        |
| 1991 | El desprecio                | Lucely Linares Santamaría                            |
| 1990 | Natacha                     | Elvira                                               |
| 1989 | La pasión de Teresa         | Peggy San Juan                                       |
| 1988 | Abigaíl                     | María Clara y María Begoña Martínez                  |
| 1987 | Selva María                 | Carla Altamina                                       |
| 1986 | Su otro amor                | Eucaris                                              |
| 1985 | La Brecha                   | Nadia                                                |
| 1983 | Leonela                     | Maribella de Saavedra                                |
| 1983 | Bienvenida Esperanza        | Joceline Mendizábal                                  |
| 1982 | De su misma sangre          | Frida                                                |
| 1982 | La señorita Perdomo         | Carmela Ponte                                        |
| 1982 | Kapricho S.A.               | Dominika                                             |
| 1981 | Luz Marina                  | Verónica San Lucas                                   |

### Cine
| Año  | Película                  | Personaje       | Director            |
| ---- | ------------------------- | --------------- | ------------------- |
| 2018 | La noche de las dos lunas | Letizia         | Miguel Ferrari      |
| 2012 | Azul y no tan rosa        | Delirio del Río | Miguel Ferrari      |
| 1986 | De mujer a mujer          |                 | Mauricio Walerstein |

## Apoyo social
En la ciudad de Valencia, por iniciativa del fotógrafo José Navarro Villamediana, fue imagen de una campaña en contra de la homofobia. Gracias al papel de Delirio del Río, Hilda Abrahamz se convirtió en un icono gay entre el colectivo LGBT de Venezuela y ha realizado varias presentaciones llamadas Noches de Delirio en discotecas de ambiente en toda Venezuela, donde encarna al personaje de la película. La actriz se ha pronunciado en varias ocasiones a favor de la legalización del matrimonio entre personas del mismo sexo.